# 德昌玉山竹
德昌玉山竹（学名：Yushania collina）为禾本科玉山竹属下的一个种。

## 扩展阅读
- 維基物種上的相關：德昌玉山竹